# Tőrös István
Tőrös István, Turner (1908. – ?) válogatott labdarúgó, jobbhátvéd.

## Pályafutása

### Klubcsapatban
A Phőbus FC labdarúgója volt. Határozott, jól helyezkedő, kitűnő rúgótechnikával rendelkező játékos volt.

### A válogatottban
1934-ben két alkalommal szerepelt a magyar labdarúgó-válogatottban. Első alkalommal balszélsőként, másodszorra saját posztján jobbhátvédként játszott.

## Statisztika

### Mérkőzései a válogatottban
| Magyarország | Magyarország      | Magyarország     | Magyarország | Magyarország | Magyarország | Magyarország | Magyarország | Magyarország |
| #            | Dátum             | Helyszín         | Hazai        | Eredmény     | Vendég       | Kiírás       | Gólok        | Esemény      |
| ------------ | ----------------- | ---------------- | ------------ | ------------ | ------------ | ------------ | ------------ | ------------ |
| 1.           | 1934. január 14.  | Frankfurt        | Németország  | 3 – 1        | Magyarország | barátságos   | -            | 13'          |
| 2.           | 1934. április 15. | Bécs, Hohe Warte | Ausztria     | 5 – 2        | Magyarország | barátságos   | -            |              |
|              | Összesen          |                  |              | 2            | mérkőzés     |              | 0            | gól          |